# 탕스융
탕스융(중국어: 唐詩詠, 영어: Natalie Tong, 1981년 5월 3일 ~ )은 중화인민공화국 홍콩 특별행정구의 여성 영화배우, 가수, 텔레비전 연기자이다. 본명은 탕쓰잉(唐思盈).

## 주요 이력
홍콩에서 출생하였고 지난날 한때 중화인민공화국 푸젠 성 푸저우에서 잠시 유아기를 보낸 적이 있으며 신장은 165cm이고 체중은 45kg인 그녀는 1999년 홍콩에서 광고 모델로 첫 데뷔하였고 이듬해 2000년 홍콩의 텔레비전 드라마에서 연기자로 데뷔하였으며 1년 후 2001년 홍콩 영화 《가개유전인(嫁個有錢人)》의 단역으로 영화배우 데뷔하였고 이어 같은 해 2001년 홍콩 영화 《2002》의 단역으로 정식 영화배우 데뷔하였으며 이듬해 2002년 연극배우 데뷔하였고 2005년 가수 데뷔하였으며 1년 후 2006년 뮤지컬 배우 데뷔하였다.